# Lisa Campo-Engelstein
Lisa Campo-Engelstein es una bioeticista estadounidense e investigadora de fertilidad y anticoncepción. Trabaja como profesora y directora adjunta de bioética, y en el departamento de Obstetricia y Ginecología, en el Instituto de Bioética Alden March. Ha sido incluida en la lista de la BBC de las 100 mujeres inspiradoras e influyentes de todo el mundo de 2019.

## Trayectoria
Obtuvo su licenciatura en el Middlebury College, con una doble especialización en filosofía y pre-medicina y diploma en sociología. Después consiguió una maestría y un doctorado en filosofía en la Universidad Estatal de Míchigan con un enfoque en bioética y teoría feminista. Luego, obtuvo una beca posdoctoral con el Consorcio de Oncofertilidad en la Facultad de Medicina Feinberg de la Universidad Northwestern.
Enfocando su investigación en ética reproductiva, ética sexual y bioética queer, actualmente ha publicado más de 50 artículos revisados, más de una docena de capítulos en libros, y es coeditora de tres libros sobre ética reproductiva. Ella habla constantemente a nivel nacional sobre estos temas, con noticias destacadas centradas en su trabajo acerca de anticonceptivos masculinos.

## Publicaciones de libros
- Ética Reproductiva: Nuevos desafíos y conversaciones
- Ética Reproductiva II: Nuevas ideas e innovaciones
- Oncofertilidad: Perspectivas éticas, legales, sociales y médicas (Tratamiento e investigación del cáncer)